# Axel von Fersen il Vecchio
Il Conte Fredrik Axel von Fersen (Stoccolma, 5 aprile 1719 – Stoccolma, 24 aprile 1794) è stato un politico e generale svedese.

## Biografia
Figlio del tenente generale Hans Reinhold von Fersen, entrò nella Guardia nel 1740, e dal 1743 al 1748 fu al servizio francese nei Royal Suédois dove raggiunse il rango di brigadiere.
Nella Guerra dei sette anni Fersen si distinse durante le operazioni intorno a Usedom e a Wolin, dove inflisse gravi perdite ai Prussiani. Ma è come politico che egli è maggiormente conosciuto. Al Riksdag del 1755-1756 egli fu eletto Lantmarskalk, o maresciallo della dieta, fino alla rivoluzione del 1772, guidata dal partito Hattar. Nel 1756 fece fallire i progetti della corte per incrementare il potere reale, ma, dopo le sciagure della Guerra dei sette anni, tornò a corte.
Al momento dell'ascesa dei Berretti (Caps) al potere nel 1766, Fersen si rifiutò di impiegare la Guardia di mantenere l'ordine nella capitale quando il re Adolfo Federico di Svezia, spinto alla disperazione dalle esigenze degli Caps, abdicò a cui seguirono sette giorni di interregno. Al Riksdag successivo del 1769, quando gli Hats tornarono al potere, Fersen fu nuovamente eletto maresciallo della dieta, ma non fece alcun tentativo di riscattare la sua promessa al Principe Ereditario Gustavus (poi Gustavo III).
Ostacolò i provvedimento di Gustavo III, che egli trattò con insolenza colossale, per diversi anni. Fu arrestato nel 1789 e, successivamente, rimase lontano dalla politica. Il suo libro Historiska Skrifter è principalmente autobiografico, ma i suoi resoconti storici sono spesso distorti.
Fersen è meglio conosciuto oggi in quanto padre di Axel von Fersen il Giovane e Sophie von Fersen, due dei suoi quattro figli avuti dalla moglie Hedvig Catharina De la Gardie